# Fototransistor
Un fototransistor és un transistor sensible a la llum, normalment als infrarojos. La llum incideix sobre la regió de la base, generant-hi portadors. Aquesta càrrega de base porta el transistor a l'estat de conducció. Un fototransistor és més sensible que un fotodíode per l'efecte del guany propi del transistor. Tot i que els fototransistors tenen una major resposta a la llum, no són capaços de detectar nivells baixos de llum millor que els fotodíodes. Els fototransistors també tenen temps de resposta significativament més llargs.
Va ser inventat pel Dr. John N. Shive (famós per la seva màquina d'onades) als Bell Labs el 1948 :205però no es va anunciar fins al 1950.

## Característiques
Un fototransistor és semblant a un transistor comú, amb la diferència que el fototransistor pot treballar de 2 formes:
- Com a transistor normal amb aplicant un corrent de base (mode comú).
- Com a fototransistor, quan la llum que incideix en aquest element fa de corrent de base.(mode il·luminació).

Es pot utilitzar de totes dues formes indistintament, encara que el fototransistor s'utilitza principalment amb el pin de la base sense connectar. Al mercat hi ha fototransistors tant amb connexió de base com sense i tant en càpsules plàstiques com metàl·liques (TO-72, TO-5) proveïdes d'una lent.

## Tipus
Un tipus comú de fototransistor, el fototransistor bipolar, és en essència un transistor bipolar envoltat en una caixa transparent perquè la llum pugui arribar a la unió base-col·lector. Els electrons que són generats pels fotons a la unió base-col·lector s'injecten a la base, i aquest corrent de fotodíode s'amplifica pel guany de corrent del transistor β (o hfe). Si s'utilitzen la base i els cables del col·lector i l'emissor es deixa sense connectar, el fototransistor es converteix en un fotodíode. Un altre tipus de fototransistor, el fototransistor d'efecte de camp (també conegut com a fotoFET), és un transistor d'efecte de camp sensible a la llum. A diferència dels transistors fotobipolars, els fotoFET controlen el corrent de la font de drenatge creant una tensió de porta.

## Ús
S'han utilitzat en lectors de cinta i targetes perforades, llapis òptics, etc. Per a comunicacions amb fibra òptica es prefereix utilitzar detectors amb fotodíodes pin. També es poden utilitzar en la detecció d'objectes propers quan formen part d'un sensor de proximitat.
S'utilitzen àmpliament encapsulats conjuntament amb un LED, formant interruptors òptics (opto-switch), que detecten la interrupció del feix de llum per un objecte. Hi ha dues versions: de transmissió i de reflexió.
Per obtenir un circuit equivalent d'un fototransistor, només cal afegir a un transistor comú un fotodíode, connectant al col·lector del transistor el càtode del fotodíode i l'ànode a la base.

## Materials d'un fototransistor
És difícil definir les característiques dels materials que es fan servir per fer un fototransistor, ja que només fotons amb prou energia per excitar els electrons produiran un fotocorrent significant. El material utilitzat per fer un fotodíode és fonamental per definir les seves propietats, perquè només els fotons amb suficient energia per excitar electrons a través de la banda intermitent del material produiran fotocorrents significatius. Els fototransistors poden ser de silici, germani, arseniur de gal·li o sulfur de plom II.
| Material                     | Longitud d'ona de l'espectre electromagnètic rang (nm) |
| ---------------------------- | ------------------------------------------------------ |
| Silici                       | 190–1100                                               |
| Germani                      | 400–1700                                               |
| Indi gal·li arsènic (InGaAs) | 800–2600                                               |
| Sulfur de plom (II)          | <1000–3500                                             |

## Avaries comunes en el muntatge de circuits
| Símptomes visibles                                             | Avaria més comú                                                                     | Possible solució                                                                                                 |
| -------------------------------------------------------------- | ----------------------------------------------------------------------------------- | --- |
| El díode no emet llum.                                         | Hi ha una fallada en la polarització del díode LED.                                 | Caldrà comprovar la polarització del díode.                                                                      |
| Fallada en la resposta del fototransistor.                     | Hi ha una fallada en la polarització del fototransistor.                            | Caldrà comprovar la polarització del díode.                                                                      |
| Excessiva sensibilitat del díode a la variació lumínica.       | S'ha col·locat una resistència de valor incorrecte.                                 | Realitzar les proves pertinents amb valors diferents a les resistències fins a trobar la sensibilitat desitjada. |
| Després del correcte muntatge del circuit, aquest no funciona. | Caldrà verificar el muntatge i comprovar no hi ha cap resistència en estat de tall. | Un cop trobada la resistència a tall, substituir-la per una nova resistència.                                    |
| El transistor no està saturat.                                 | Els valors de les resistències són incorrectes.                                     | Serà imprescindible trobar les resistències adequades i acoblar-les amb el muntatge correcte.                    |